# Still Not Getting Any...
Still Not Getting Any... és el segon àlbum de la banda canadenca de pop punk "Simple Plan". Fou lliurat el 26 d'octubre del 2004.

## Llista de cançons
1. "Shut Up!" (3:01)
2. "Welcome to My Life" (3:27)
3. "Perfect World" (3:51)
4. "Thank You" (2:54)
5. "Me Against The World" (3:11)
6. "Crazy" (3:36)
7. "Jump" (3:08)
8. "Everytime" (4:01)
9. "Promise" (3:32)
10. "One" (3:20)
11. "Untitled (How Could This Happen to Me)" (3:58)

## Personal
- Pierre Bouvier - Vocals
- Chuck Comeau - bateria
- Jeff Stinco - guitarres
- Sebastien Lefebvre - guitarres, vocals de fons
- David Desrosiers - baix, vocals de fons
- Bob Rock - producció, enginyeria
- Eric Helmkamp - enginyeria digital
- Randy Staub - mescles
- Bill Sample - piano (cançó 11)
- Eric Lawrence - mànager
- Rob Lanni - mànager
- Andy Karp - artistes i direcció de repertori
- Aaron Simon - mànager de producció
- Ron Blestock - representació legal
- Jill Michael - representació legal
- Mathieu Desjardins - manager de negocis
- Chapman Baehler - fotografia de l'àlbum
- Christina Dittmar - direcció d'art per a Lava Records
- Fred Jérôme - Disseny de coberta i lloc web
- Patrik Langlois - Pàgina web (http://www.simpleplan.com Arxivat 2001-04-01 a Wayback Machine.)